# Andy Griffith

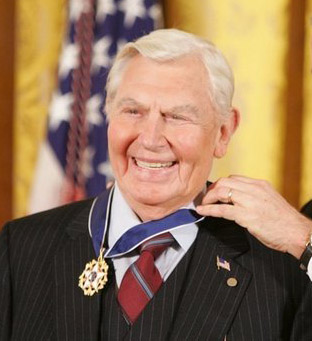
Andy Griffith in 2005

Andy Samuel Griffith (Mount Airy (North Carolina), 1 juni 1926 – Manteo (North Carolina), 3 juli 2012) was een Amerikaans acteur, tv-presentator, southern gospelzanger en schrijver. Hij werd bekend dankzij zijn rol in het Broadway theatre-stuk No Time for Sergeants in 1955. Hij werd hiervoor genomineerd voor een Tony Award. Ook verscheen hij later in de filmversie. 
Griffiths bekendste rol was ongetwijfeld die van Benjamin Matlock in de televisieserie Matlock. Gedurende de jaren zestig gold dit voor zijn rol als sheriff Andy Taylor in The Andy Griffith Show, waarvan de voornamen van de hoofdrollen voorkomen in het lied Floyd The Barber van Nirvana. Voor zijn rol als Ash Robinson in de televisiefilm Murder in Texas werd hij genomineerd voor een Emmy Award. 
In 1972 richtte Griffith zijn eigen productiebedrijf op, dat vervolgens zorgde voor de release van vele films en televisieseries. In 1983 werd Griffith ziek. Hij had het syndroom van Guillain-Barré en kon zeven maanden lang niet lopen maar herstelde volledig.
Gastrollen speelde Griffith onder meer in The Love Boat, Hawaii Five-O, Diagnosis Murder en Dawson's Creek. Ook speelde Griffith vele filmrollen, waaronder in Rustlers' Rhapsody, Spy Hard, Daddy and Them en Waitress. 
In 1998 werd hij opgenomen in de Country Gospel Music Hall of Fame.

## Privéleven
Griffith trouwde in 1949 met Barbara Bray Edwards, met wie hij twee kinderen adopteerde. Na een huwelijk van 23 jaar scheidde het stel in 1972. Op 11 juni 1975 trouwde Griffith met Solica Cassuto, maar in 1981 was het huwelijk voorbij. Sinds 2 april 1983 was Griffith getrouwd met Cindi Knight.
Griffith overleed op 3 juli 2012 in zijn huis in Manteo, hij was 86 jaar. Vijf uur na zijn dood is hij al begraven op zijn landgoed op Roanoke Island.

## Filmografie
- The United States Steel Hour Televisieserie - Will Stockdale (Afl., No Time for Sergeants, 1955)
- The Steve Allen Show Televisieserie - Comedian-Report To The Nation (Episode 2.32, 1957)
- A Face in the Crowd (1957) - Larry 'Lonesome' Rhodes
- The United States Steel Hour Televisieserie - Harry Emsen (Afl., Never Know the End, 1958)
- Playhouse 90 Televisieserie - Prof. Tommy Turner (Afl., The Male Animal, 1958)
- No Time for Sergeants (1958) - Pvt. Will Stockdale
- Onionhead (1958) - Alvin 'Al' Woods
- Make Room for Daddy Televisieserie - Sheriff Andy Taylor (Afl., Danny Meets Andy Griffith, 1960)
- The Second Time Around (1961) - Pat Collins
- The Danny Kaye Show Televisieserie - Rol onbekend (Episode 1.29, 1964)
- Gomer Pyle, U.S.M.C. Televisieserie - Sheriff Andy Taylor (Afl., Opie Joins the Marines, 1966)
- The Andy Griffith Show Televisieserie - Sheriff Andy Taylor (249 afl., 1960-1968)
- Angel in My Pocket (1969) - Reverend Samuel D. Whitehead
- Mayberry R.F.D. Televisieserie - Andy Taylor (Afl., Andy and Helen Get Married, 1968|Help on the Farm, 1968|Youth Takes Over, 1968|Mike's Losing Streak, 1968|Andy's Baby, 1969)
- The Headmaster Televisieserie - Andy Thompson (Afl. onbekend, 1970-1971)
- The New Andy Griffith Show Televisieserie - Andy Sawyer (Afl., Pilot, 1971|Glen Campbell Visits, 1971|Town Square, 1971)
- The Mod Squad Televisieserie - Rol onbekend (Afl., Big George, 1972)
- Strangers in 7A (Televisiefilm, 1972) - Artie Sawyer
- Hawaii Five-O Televisieserie - Arnold Lovejoy (Afl., I'm a Family Crook -- Don't Shoot!, 1972)
- The Doris Day Show Televisieserie - Rol onbekend (Afl., The Hoax, 1973)
- Go Ask Alice (Televisiefilm, 1973) - Priester
- Here's Lucy Televisieserie - Andy Johnson (Afl., Lucy and Andy Griffith, 1973)
- Pray for the Wildcats (Televisiefilm, Sam Farragut
- Winter Kill (Televisiefilm, 1974) - Sheriff Sam McNeill
- Savages (Televisiefilm, 1974) - Horton Maddock
- Adams of Eagle Lake Televisieserie - Sheriff Sam Adams (1975)
- Hearts of the West (1975) - Howard Pike
- The Bionic Woman Televisieserie - Jack Starkey (Afl., Angel of Mercy, 1976)
- Street Killing (Televisiefilm, 1976) - Gus Brenner
- Six Characters in Search of an Author (Televisiefilm, 1976) - The Father
- Frosty's Winter Wonderland (Televisiefilm, 1976) - Verteller (Stem)
- Washington: Behind Closed Doors (Mini-serie, 1977) - Esker Scott Anderson
- The Girl in the Empty Grave (Televisiefilm, 1977) - Politiechef Abel Marsh
- Deadly Game (Televisiefilm, 1977) - Politiechef Abel Marsh
- Centennial (Mini-serie, 1978) - Professor Lewis Venor
- Salvage (Televisiefilm, 1979) - Harry Broderick
- From Here to Eternity (Mini-serie, 1979) - Gen. Barney Slater
- Roots: The Next Generations (Mini-serie, 1979) - Commandant Robert Munroe
- Salvage 1 Televisieserie - Harry Broderick (18 afl., 1979)
- The Yeagers Televisieserie - Carroll Yeager (Afl., Only the Strong Survive, 1980)
- Murder in Texas (Televisiefilm, 1981) - Ash Robinson
- Saturday Night Live Televisieserie - Andy Taylor (Afl., Ron Howard/The Clash, 1982, niet op aftiteling)
- Best of the West Televisieserie - Rol onbekend (Afl., The Reunion, 1981)
- For Lovers Only (Televisiefilm, 1982) - Vernon Bliss
- Fantasy Island Televisieserie - Rol onbekend (Afl., Legends/The Perfect Gentleman, 1982)
- Murder in Coweta County (Televisiefilm, 1983) - John Wallace
- The Demon Murder Case (Televisiefilm, 1983) - Guy Harris
- Fatal Vision (Televisiefilm, 1984) - Victor Worheide
- Rustlers' Rhapsody (1985) - Kolonel Ticonderoga
- Hotel Televisieserie - J. Scott 'Scotty' Foreman (Afl., Illusions, 1985)
- The Love Boat Televisieserie - Larry Cooper (Afl., Hidden Treasure/Picture from the Past/Ace's Salary, 1985)
- Crime of Innocence (Televisiefilm, 1985) - Rechter Julius Sullivan
- Return to Mayberry (Televisiefilm, 1986) - Andy Taylor
- Under the Influence (Televisiefilm, 1986) - Noah Talbot
- The Gift of Love (Televisiefilm, 1994) - Phil Doucet
- Matlock Televisieserie - Benjamin Matlock (182 afl., 1986-1995)
- Gramps (Televisiefilm, 1995) - Jack MacGruder
- Spy Hard (1996) - Generaal Rancor
- What It Was Football (1997) - Verteller
- Close Combat: A Bridge Too Far (Computerspel, 1997) - Brit (Stem)
- Diagnosis Murder Televisieserie - Ben Matlock (Afl., Murder Two: Part 1 & 2, 1997)
- Scattering Dad (Televisiefilm, 1998) - Hiram
- A Holiday Romance (Televisiefilm, 1999) - Jake Peterson
- Family Law Televisieserie - Colin Sawyer (Afl., The Quality of Mercy, 2001)
- Dawson's Creek Televisieserie - Mr. Brooks' vriend (Afl., A Winter's Tale, 2001)
- Daddy and Them (2001) - O.T. Montgomery
- The Very First Noel (dvd, 2006) - Melchoir
- Waitress (2007) - Old Joe
- Christmas Is Here Again (2008) - Santa Claus (Stem)
- Play the Game (2008) - Grandpa Joe

- Biblioteca Nacional de España: XX1305424
- Bibliothèque nationale de France: cb140496727 (data)
- Gemeinsame Normdatei: 119449269
- International Standard Name Identifier: 0000 0000 7823 5716
- Library of Congress Control Number: n82020024
- MusicBrainz: 771bd654-80dd-44a0-bb77-5e09947c9082
- Nationale Bibliotheek van Polen: a0000002214980
- Nederlandse Thesaurus van Auteursnamen: 073468916
- SNAC: w6rv0ntw
- Système universitaire de documentation: 057280363
- Trove: 1239551
- Virtual International Authority File: 40188862
- WorldCat: E39PBJpDKCHcKfVM3wkmBFFdwC